# Проект бамбукового велосипеда
Проект бамбукового велосипеда (Bamboo Bike Project) был начат в 2007 году двумя учёными из Lamont–Doherty Earth Observatory Колумбийского университета Дэвидом Хо и Джоном Маттером на средства Института Земли. Главная цель проекта состоит в том, чтобы помочь африканским предпринимателям запустить фабрики по производству дешёвых и прочных бамбуковых велосипедов и тем самым бороться с бедностью и изолированностью в сельских районах Чёрной Африки (среди других целей — обучить местных специалистов производству велосипедов и наладить систему поставок необходимых запчастей).

## История
В 2006 году Дэвид Хо выиграл 25-тысячный грант от Earth Clinic на разработку концепции бамбуковых велосипедов для бедных стран Африки. Летом 2007 года Хо и его коллега Джон Маттер использовали стартовый капитал для поездки в Гану, где изучали возможность производства бамбуковых велосипедов из местных материалов. После успешной поездки Bamboo Bike Project в 2008 году объединил усилия с Millennium Cities Initiative и запустил первую велосипедную фабрику в Кумаси. Позже к проекту присоединился Мартин Одлин, который работал дизайнером и инженеров в американской компании K2 Sports.
Рентабельность и инвестиционную привлекательность проекта фабрики в Кумаси изучала компания KPMG, а проекта подобной фабрики в Кисуму — студенты Школы международных отношений и связей с общественностью Колумбийского университета.
Завод в Кумаси контролирует местная компания Bamboo Bikes Limited, принадлежащая бизнесмену Кваме Сарпонгу (проектная мощность предприятия составляет 20 тыс. бамбуковых велосипедов год). Продукцию завода распределяют некоммерческие организации по всей стране.

## Экономическая целесообразность
Бамбук — превосходный материал для строительства велосипедных рам. Бамбуковые стебли легче и крепче, чем велосипедные рамы из стали низкого качества, которые, как правило, импортируются в Африку из Китая и Индии. Производство бамбуковых велосипедов требует намного меньшего количества оборудования, энергии и капитала, чем велосипедов из стальных конструкций. Бамбук повсеместно выращивают в Африке, он является легкодоступным и дешёвым материалом во многих районах континента.
Производство бамбуковых рам не требует надёжного источника электроэнергии, что позволяет изготавливать их в промышленных масштабах даже в бедных сельских областях, которые испытывают недостаток инфраструктуры. Использование местного бамбука обеспечивает занятость крестьян и перевозчиков, способствует экономическому развитию и экологической устойчивости.

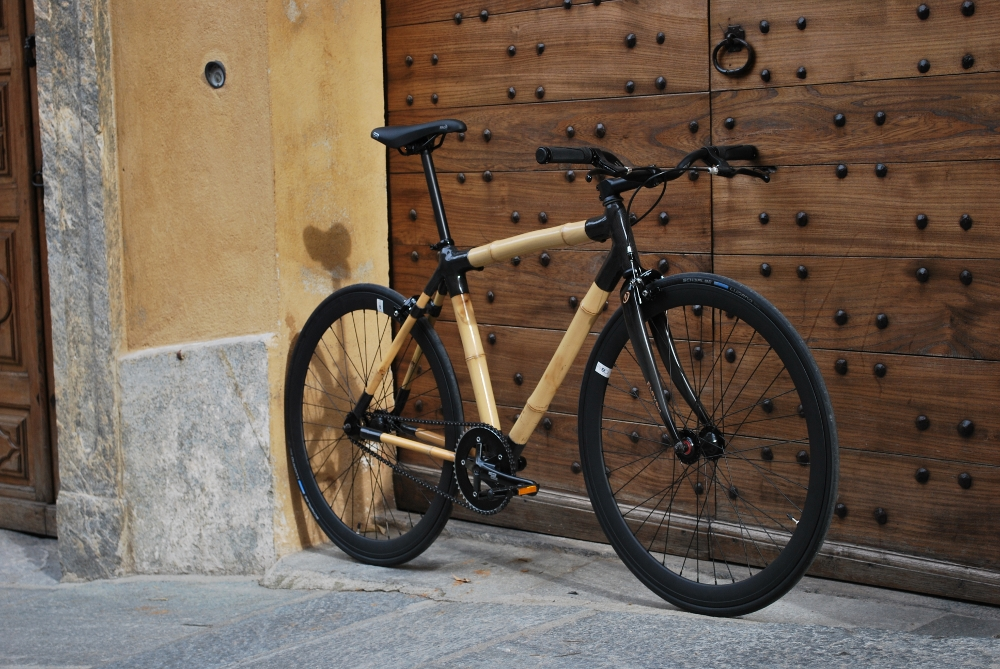
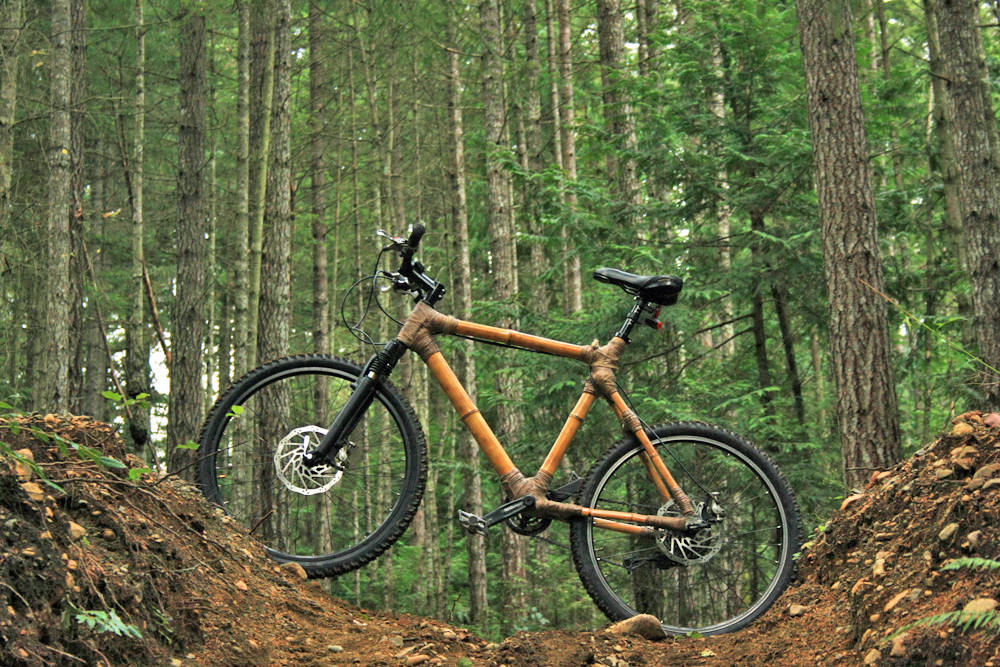
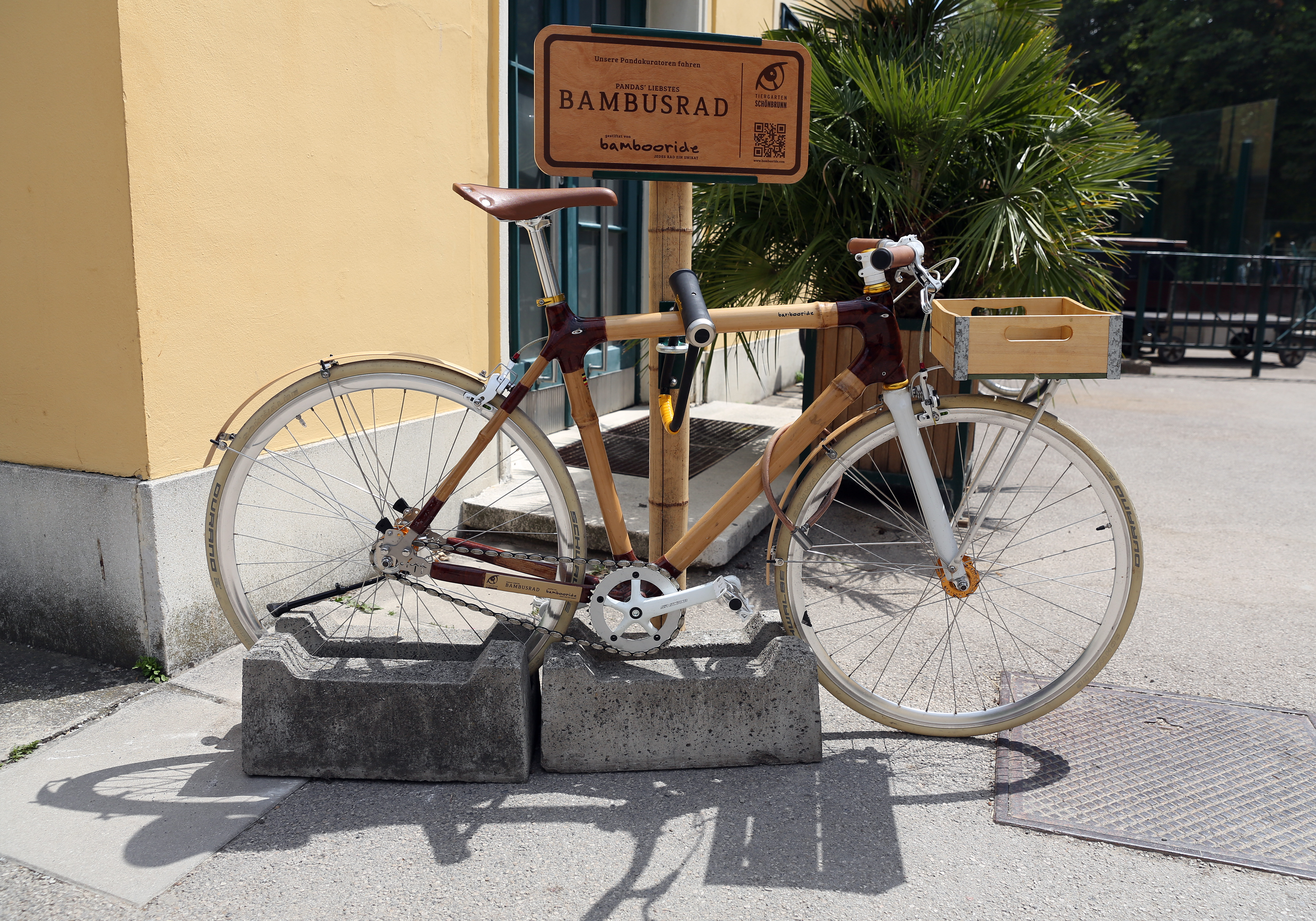
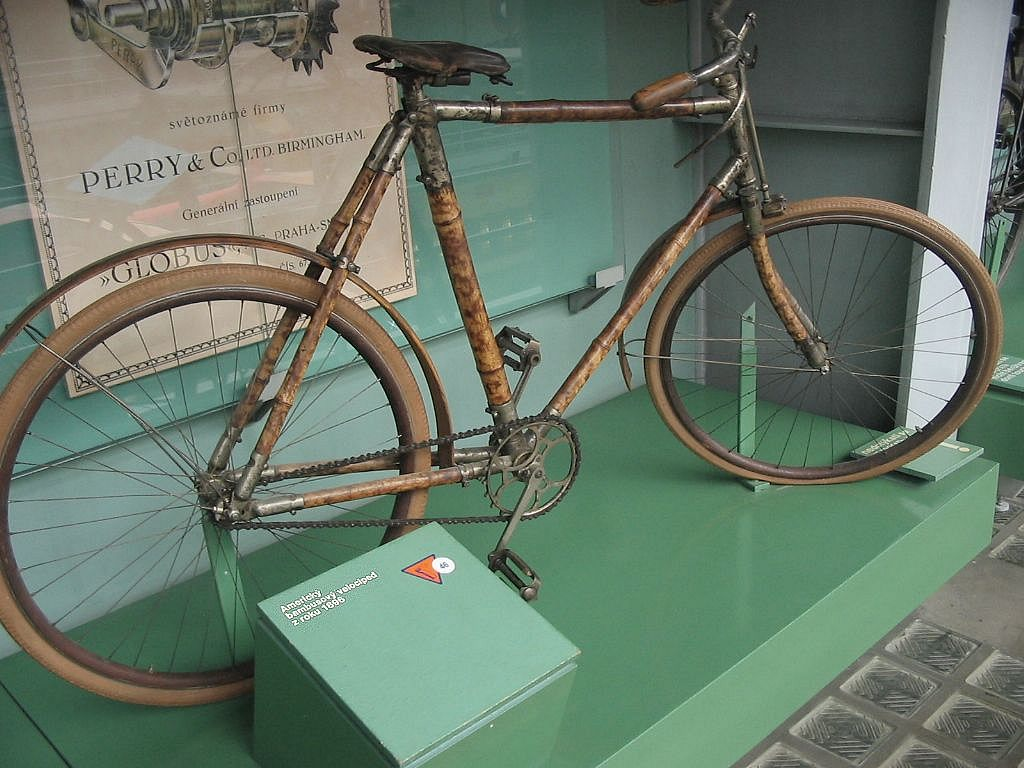